# Cooper Williams
Cooper Williams (ur. 17 czerwca 2005 w Nowym Jorku) – amerykański tenisista.

## Kariera tenisowa
W 2021 zadebiutował w cyklu ITF Men’s Circuit, a w 2023 w turnieju głównym ATP Challenger Tour.
Startując w rozgrywkach juniorów, Cooper Williams w 2023 roku zwyciężył w Australian Open w grze podwójnej chłopców, grając w parze z Learnerem Tienem. W finałowym meczu pokonali Belga Alexandra Blockxa i Brazylijczyka João Fonsecę.
W rankingu gry pojedynczej najwyżej był na 981. miejscu (22 maja 2023), a w zestawieniu gry podwójnej na 518. pozycji (22 maja 2023).

### Finały juniorskich turniejów wielkoszlemowych

#### Gra podwójna (1-0)
| Końcowy wynik | Nr | Data             | Turniej                    | Nawierzchnia | Partner      | Przeciwnicy                   | Wynik finału |
| ------------- | -- | ---------------- | -------------------------- | ------------ | ------------ | ----------------------------- | ------------ |
| Zwycięzca     | 1. | 29 stycznia 2023 | Australian Open, Melbourne | Twarda       | Learner Tien | Alexander Blockx João Fonseca | 6:4, 6:4     |